# Chexbres
Chexbres − miejscowość i gmina (commune) w zachodniej Szwajcarii, w kantonie Vaud, w okręgu (district) Lavaux-Oron. 

## Demografia
W Chexbres mieszkają 2202 osoby. W 2021 roku 25,2% populacji gminy stanowiły osoby urodzone poza Szwajcarią.

## Transport
Przez teren gminy przebiegają autostrada A9 oraz droga główna nr 140.